# 魏良卿
魏良卿（？—1627年），直隸河間肅寧（今河北）人。明末宦官魏忠賢的侄子，有兄弟魏良棟和魏翼鸝，早年在家鄉務農業種田。
天启六年（1626年）袁崇煥寧遠大捷，論功崇煥反遭斥逐，因魏忠賢之勢，封良卿肅寧伯，予誥券，加賜莊田一千頃。後進封肅寧侯。是年十月，朝廷兴修三殿告成，太监李永贞上奏魏忠賢有功，进爵上公，良卿亦封宁国公，加太师。
天启七年（1627年）十一月，崇禎即位後，籍沒魏忠賢及客氏。魏忠賢自殺，客氏笞死於浣衣局。魏良卿說：“吾生长田舍，得负耒耜足矣，何知富贵？今曰称功，明日颂德，功德巍巍，自当封拜，吾不合为珰侄，遂以袍册加身，是称功颂德者，以富贵逼我，我何罪也！”同日斬首。